# Schwanstetten
Schwanstetten là một đô thị trong huyện Roth, bang Bayern, Đức.

### Twin towns
- La Haye du Puits (Normandy, Pháp) -– since 1988